# 燕落盆地
燕落盆地位于北京市密云县境内中部。由燕山山脉的军都山环抱而成，盆地西、北、东三面环山，南面与平原衔接。盆地内有潮河、白河等河流流过。二十世纪50年代末至60年代初，在燕落盆地筑大坝拦水，建成了密云水库，盆地遂被淹没。